# Iglesia de San Juan de Dios (La Paz)
La Iglesia de San Juan de Dios es un templo de culto católico situado en la ciudad de La Paz, Bolivia. Fue construida en el siglo XVIII en estilo barroco. Se encuentra ubicada en el centro de la ciudad, en la calle Loayza, muy cerca de la intersección con la avenida Camacho.

## Historia

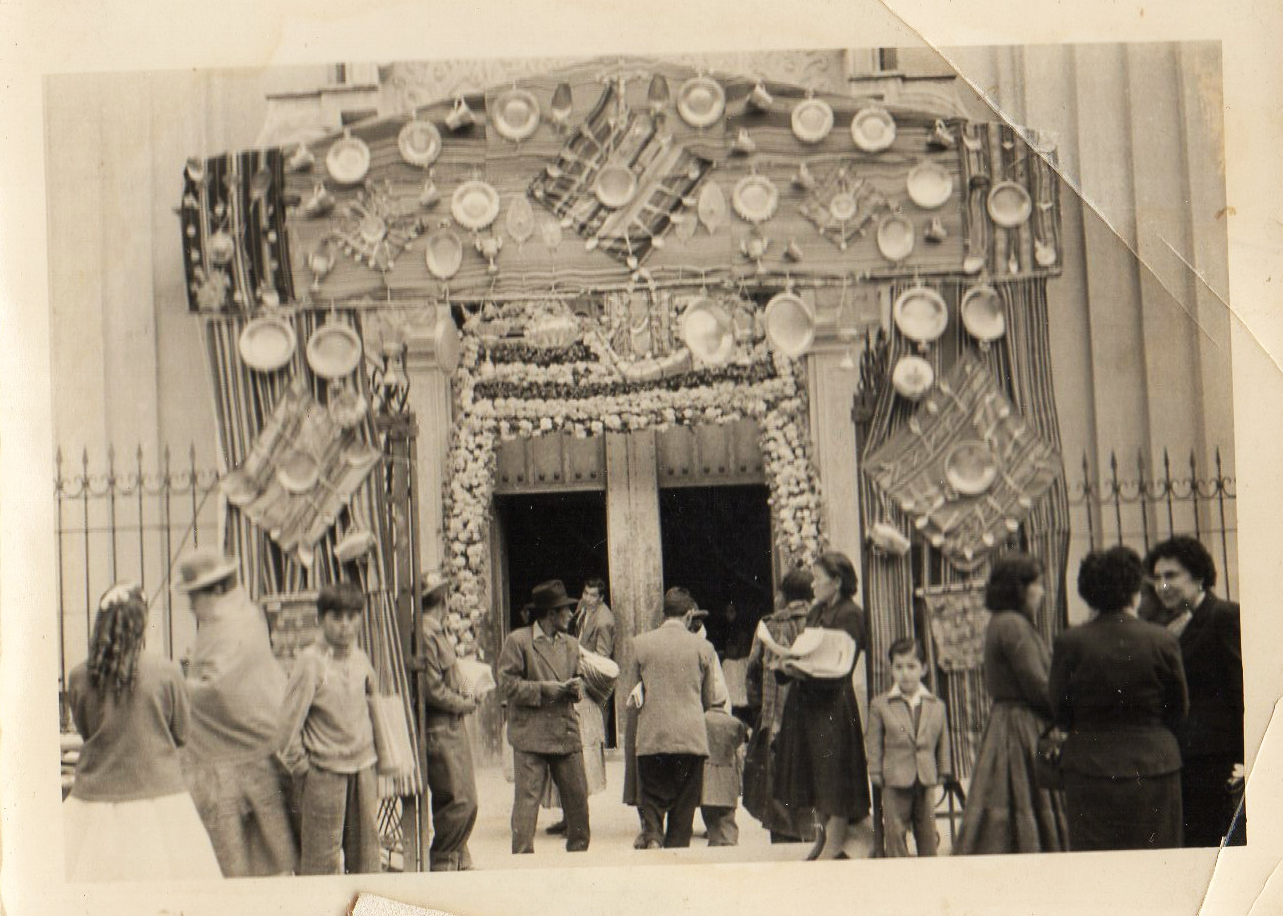
El ingreso de la Iglesia adornada por un arco de aguayo y platería en 1960.

La Iglesia San Juan de Dios de La Paz (Bolivia) fue una donación de José Marín.
El 30 de junio de 1764 un cabildo dirigido por Martín Solera presentó un informe sobre el estado de la iglesia y en tal declaración se dijo que no había peligro alguno con las grietas que presentaba, pero que sería una lástima no restaurar el templo con las aportaciones económicas que logró conseguir.
La iglesia actual se construyó sobre un antiguo templo que fue demolido en 1764. La iglesia San Juan de Dios fue construida con la finalidad de dar veneración a la eucaristía expuesta en una magnífica custodia de oro y diamantes.

## Elementos destacados
La iglesia posee en su interior valiosos cuadros cuyo estilo es parte del desarrollado por la escuela del Collao, también llamada Escuela de La Paz, por Teresa Gisbert,  perteneciente al siglo XVIII, el altar posee una imagen de la Virgen de los Remedios, la cual perteneció Tambo de las Harinas.

Templo antes y después de la restauración.
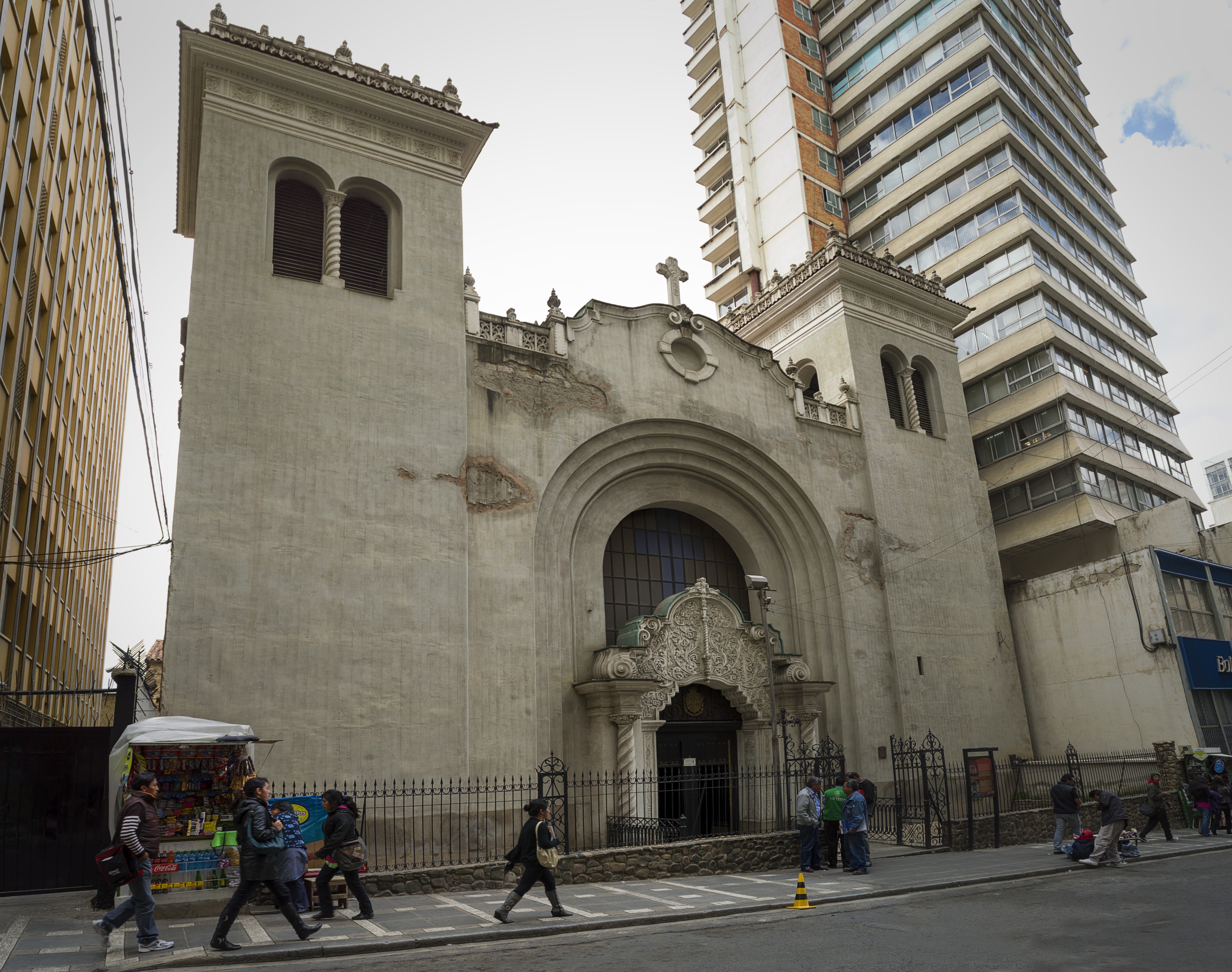
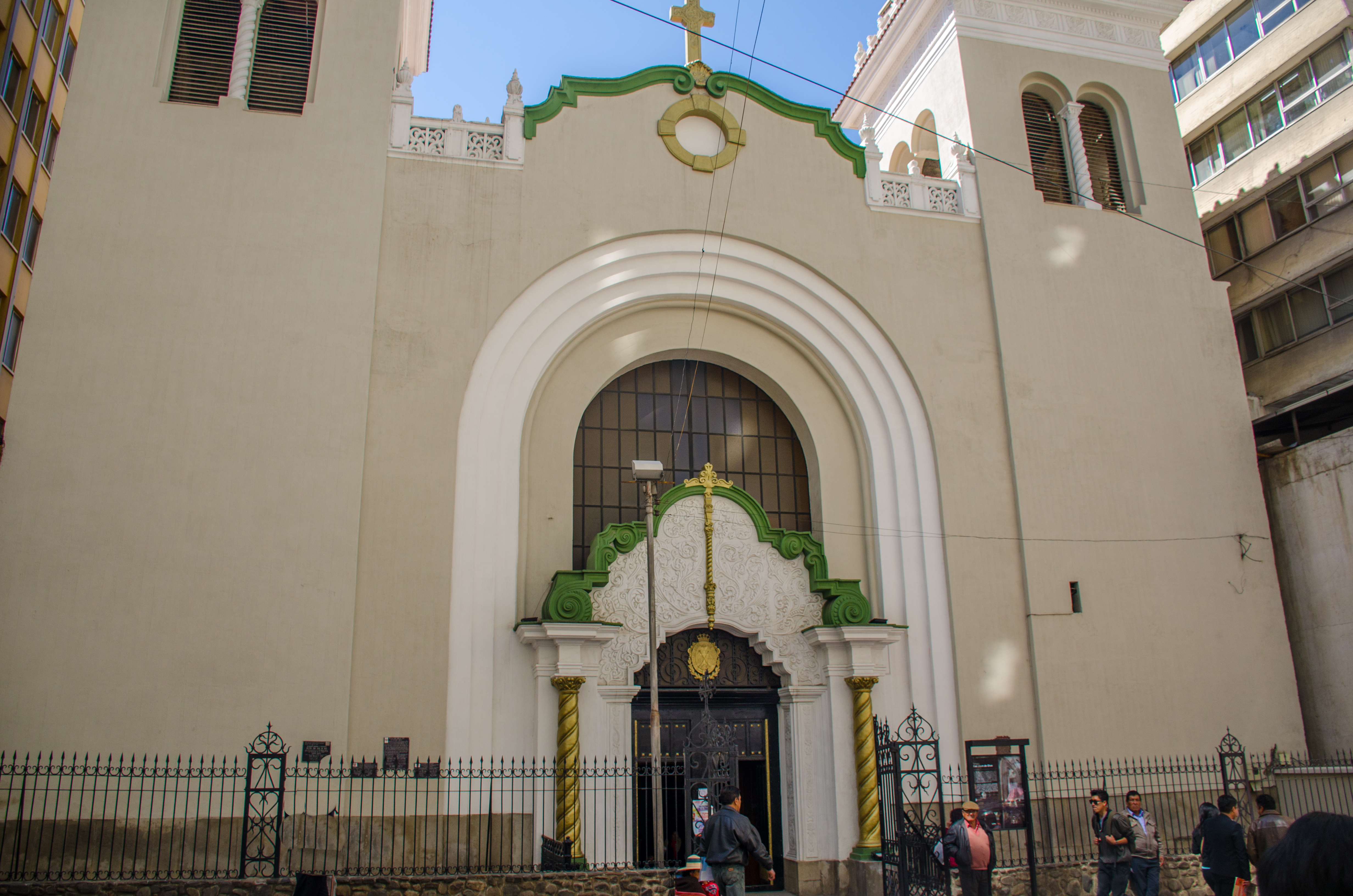

## Restauración

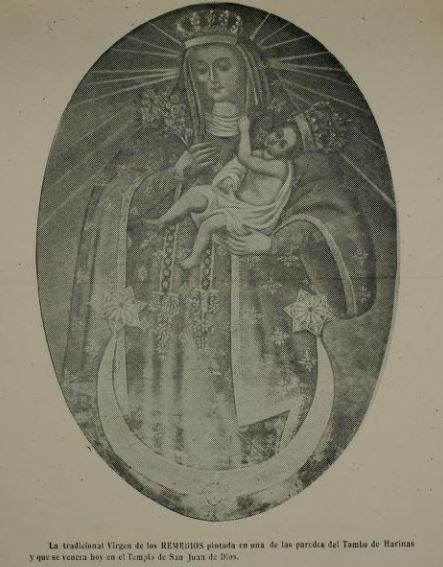
Virgen de Remedios.

En 2017 se llevó a cabo una restauración financiada por los fieles quienes cubrieron los gastos de materiales del proyecto. La refacción se llevó a cabo a través de un trabajo coordinado entre el Bloque Inti, parte de una fraternidad de la Entrada del Gran Poder y el Gobierno Autónomo Municipal de La Paz.